# Tura Satana
Tura Satana (10 de juliol de 1938 – 4 de febrer de 2011) va ser una actriu estatunidenca d'origen japonès, vedette i ballarina exòtica. De 13 crèdits de cinema i televisió, alguns dels seus treballs inclouen la pel·lícula de explotació Faster, Pussycat! Kill! Kill! (1965), i la pel·lícula de terror de ciència-ficció The Astro-Zombies (1968).

## Primers anys
Satana va néixer Tura Luna Pascual Yamaguchi a Hokkaidō, Japó. El seu pare era un antic actor de cinema mut d'ascendència filipina i la seva mare una artista de circ d'ascendència xeiene i escocesa-irlandesa. Després del final de la Segona Guerra Mundial i una temporada al camp d'internament de Manzanar a Lone Pine, Califòrnia, Tura i la seva família es van mudar a Chicago.

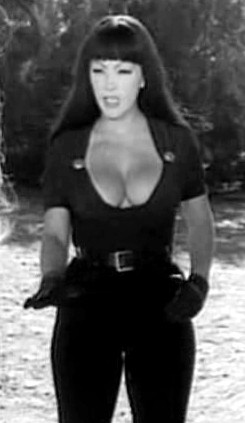
Tura Satana "Faster, Pussycat! Kill! Kill! (1965)

Quan tornava a la seva casa de l'escola just abans del seu desè aniversari, cinc homes la van violar en grup. Segons Satana, els seus atacants mai van ser processats, i es rumorejava que el jutge havia estat subornat. Ella informa que això la va impulsar a aprendre arts marcials, com l'aikido i el karate. Durant els següents 15 anys Satana va rastrejar cada violador i va exigir venjança. "Vaig fer-me una promesa que algun dia, d'alguna manera em rescabalaria amb tots ells", va dir anys després. "Mai van saber qui era fins que li ho vaig dir". Al voltant d'aquest temps, va formar una colla, "Los Angeles", amb nenes italianes, jueves i poloneses del seu veïnat. En una entrevista amb la revista Psychotronic Video, Satana Satana va dir "teníem jaquetes de cuir per a motociclistes, jeans i botes ... i trepitgem culs". A causa de la seva freqüent delinqüència, la van enviar a reformar a l'escola. Quan tenia 13 anys, els seus pares van arreglar el seu matrimoni amb John Satana, de 17 anys, a Hernando, Mississipi que va durar nou mesos.

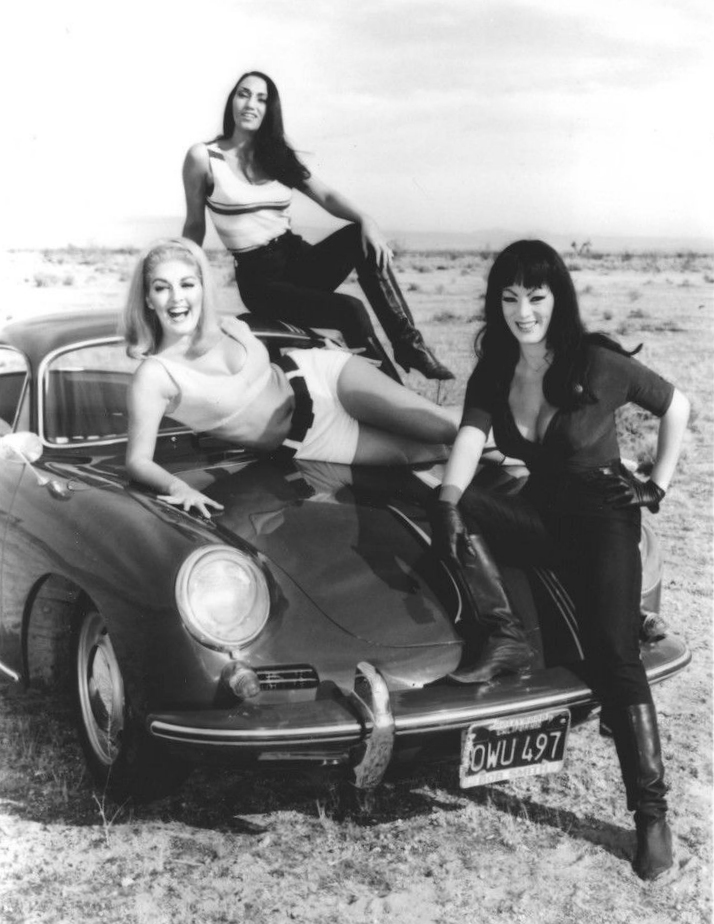
Faster, Pussycat! Kill! Kill! (foto promocional, 1965)

Satana es va mudar a Los Angeles i, a l'edat de 15 anys, usant una identificació falsa per a ocultar el fet que era menor d'edat, va començar a ballar burlesc. Va ser contractada per actuar al club nocturn Trocadero a Sunset Strip, i es va convertir en model fotogràfica per, entre d'altres, el comediant Harold Lloyd, les fotos del qual d'ella apareixen a Harold Lloyd's Hollywood Nudes en 3-D.
Satana va tornar a Chicago per viure amb els seus pares i va començar a ballar al Club Rendevouz de Calumet City, on era coneguda com Galatea, "l'estàtua que va venir a la vida". Li van oferir un augment per a convertir-se en stripper. Després que el cantant Elvis Presley veiés Satana actuar al Teatre Follies de Chicago, els dos van començar una relació romàntica que segons alguns va acabar en una proposta de matrimoni que ella va rebutjar. Satana finalment es va convertir en una reeixida ballarina exòtica, viatjant de ciutat en ciutat. Ella li va donar crèdit a Lloyd per haver-li donat la confiança per seguir una carrera en el món de l'espectacle: "Em vaig veure a mi mateixa com una nena lletja. El Sr. Lloyd em va dir: 'Tens una cara simètrica. La càmera estima el teu rostre...Hauries de ser vista'"

## Carrera
El debut com a actriu de Satana va ser un cameo com Suzette Wong, una prostituta parisenca a la pel·lícula de Billy Wilder Irma la douce, protagonitzada per Jack Lemmon i Shirley MacLaine. El seu següent paper va ser com a ballarina a Who's Been Sleeping in My Bed? (1963), protagonitzada per Dean Martin i Elizabeth Montgomery. Poc després, Satana va aparèixer als programes de televisió Burke's Law (1964) i The Man from U.N.C.L.E. (1964).
Satana després va actuar com "Varla" en la pel·lícula de 1965 Faster, Pussycat! Kill! Kill! - un personatge femení molt agressiu i sexual pel qual ella va fer tots els seus propis trucs i escenes de lluita. El reconegut crític de cinema Richard Corliss va qualificar la seva actuació com "la més honesta, potser l'única representació honesta en el cànon de Meyer i sens dubte la més aterridora". Originalment titulada The Leather Girls, la pel·lícula és una oda a la violència femenina, basada en un concepte creat per Russ Meyer i el guionista Jack Moran. Tots dos van sentir en la seva primera audició que Satana era "definitivament Varla". La pel·lícula va ser filmada en el desert als afores de Los Angeles durant diversos dies amb un clima tòrrid i nits gelades, amb Satana xocant regularment amb la co-protagonista adolescent Susan Bernard a causa del comportament pertorbador de la mare de Bernard al set. Meyer va dir que Satana era "extremadament capaç. Sabia com manejar-se a si mateixa. No fotis amb ella! I si has de cardar-la, fes-ho bé! Ella podria tornar-te boig!".
Satana va ser responsable d'agregar elements clau a l'estil visual i l'energia de la producció, inclosos la seva vestimenta, maquillatge, ús d'arts marcials, el diàleg i l'ús de pneumàtics giratoris en l'escena de la mort del personatge masculí principal. Va idear moltes de les millors línies de la pel·lícula. En un moment donat, l'empleat de la gasolinera està menjant-se amb els ulls el seu escot extraordinari mentre confessa el desig de veure Amèrica. Varla respon: "No la trobaràs aquí sota, Colom!". Meyer va citar a Satana com la raó principal de la fama duradora de la pel·lícula. "Ella i jo vam fer la pel·lícula", va dir Meyer. Segons els informes, Meyer va lamentar no haver usat a Satana en posteriors produccions.
Després de Faster, Pussycat! Kill! Kill!, va treballar principalment amb el director de cinema Ted V. Mikels en pel·lícules com The Astro-Zombis (1968) i The Doll Squad (1973). Després de rodar The Doll Squad de Mikels en 1973, Satana va rebre un tret d'un antic amant. Més tard va començar a treballar en un hospital, un treball que va ocupar durant quatre anys. Havia estudiat infermeria a l'Hospital Firmin Desloge. Va ser després breument emprada com a expeditiva del Departament de Policia de Los Angeles. En 1981, la seva esquena es va trencar en un accident automobilístic. Es va passar els pròxims dos anys dins i fora dels hospitals, tenint dues operacions principals i aproximadament altres quinze.
En 2002, ella va tornar a l'actuació, repetint el paper de Malvina Satana a Mark of the Astro Zombis (2002), la seqüela de The Astro Zombis (1968).

## Vida privada
Satana va dir haver sortit amb Elvis Presley, però va rebutjar la seva proposta de matrimoni, encara que sí es va quedar amb l'anell. Satana es va casar amb un policia retirat de Los Angeles en 1981, i va romandre casada fins que el seu espòs va morir a l'octubre de 2000. Tenia dues filles d'una relació anterior.

## Mort
Satana va morir el 4 de febrer de 2011 a Reno (Nevada), i li sobreviuen les seves filles, Kalani i Jade, i les seves germanes, Pamela i Kim. El seu mánager durant molt de temps, Siouxzan Perry, va donar la causa de la mort com insuficiència cardíaca.

## Homenatges
- Tura Satana és homenatjada a la cançó ¡Viva Satana! del disc Dopádromo (1996) del grup de rock argentí Babasónicos.
- La núvia, el personatge d'Uma Thurman a Kill Bill (2003), és una revisió de la Varla de Tura Satana. Thurman va crear el personatge a imatge i semblança seva.[17]

## Filmografia
- Irma la douce (1963)
- Faster, Pussycat! Kill! Kill! (1965)
- Our Man Flint (1966)
- The Astro-Zombies (1969)
- The Doll Squad (1974)
- Man Hands and Swollen Glands (1990)
- Mark of the Astro-Zombies (2002)
- Sugar Boxx (2008)
- The Haunted World of El Superbeasto (2009)
- The Wild World of Ted V. Mikels (2010)